# C.A.S. Dalberg
Carl Anton Sciawitsky Dalberg (5. marts 1835 på Frederiksværk – 31. maj 1925 på Frederiksberg) var en dansk officer, far til Oluf Dalberg.

## Uddannelse og krigsdeltagelse
Han var født på Frederiksværk, hvor hans fader, major Carl Gunder Dalberg (1800-1862), var inspektør; moderen, Albertine Andrea, var født Tscherning og datter af Eilert Tscherning. Efter at have gennemgået Landkadetakademiet fra 1848-53 udnævntes han til sekondløjtnant med aldersorden fra 1852 og trådte i 1857 ind på Den kongelige militære Højskole, hvor han gennemgik Generalstabsafdelingen. Efter at have modtaget den videre uddannelse som generalstabsofficer ansattes han i januar 1864 ved Armeens overkommando, i hvilken stilling han forblev til felttogets slutning, hvorefter han ansattes i Krigsministeriet.

## I udlandet og i hærledelsen
Dalberg, som i 1864 var blevet premierløjtnant, gjorde i 1867-68 tjeneste ved den franske armé i Algier og avancerede i førstnævnte år til kaptajn, hvornæst han i et par år virkede som kompagnichef ved 21. bataljon. Allerede i 1870 ansattes han dog som stabschef ved Fynske Brigade og blev dernæst i 1873 som kaptajn af Generalstaben ansat først i den taktiske afdeling, dernæst i Krigsministeriet. Som sådan blev han sekretær i den under kronprins Frederik (VIII) i 1879 nedsatte kommission angående Hærens ordning, ligesom han også virkede i forskellige andre kommissioner. I 1882 forfremmedes han til oberstløjtnant og ansattes som chef for 17. bataljon, men allerede i 1885 trådte han på ny ind i Generalstaben som stabschef ved 1. generalkommando. I 1883 og i 1888 overværede han manøvrer ved den tyske og den italienske hær. 1890 blev han oberst og chef for 8. regiment, hvilket han var til 1896. Dernæst blev han chef for Fynske Brigade 1896-1901, var generalinspektør for fodfolket og generalmajor fra 1901 og fik afsked 1905.

## Øvrige virke
Ved sin virksomhed i den øverste hæradministration fik Dalberg et udstrakt kendskab til denne og antoges som
militær medarbejder ved den af Forlagsbureauet udgivne Opfindelsernes Bog og ved Danmarks Statistik, udarbejdet af V.A. Falbe-Hansen og H. William Scharling, medens han ligeledes sendte beretninger om vort hærvæsen til det kendte tidsskrift: Löbells Militärische Jahresberichte. Fra 1884 var han redaktør for Militært Tidsskrift. Dalberg var formand for den danske afdeling af Den internationale permanente Kommission for legemlig Opdragelse.
Dalberg var Kommandør af 1. grad af Dannebrogordenen, Dannebrogsmand og bar en lang række udenlandske ordener.
16. november 1869 ægtede Dalberg Gerhardine Louise de Sérene d'Acquèria (3. november 1846 i København – 14. januar 1908), datter af kammerjunker Prosper Léon de Sérene d'Acquèria (1812-1870), arkivar i Udenrigsministeriet.